# Troglohyphantes milleri
Troglohyphantes milleri este o specie de păianjeni din genul Troglohyphantes, familia Linyphiidae. A fost descrisă pentru prima dată de Kratochvíl, 1948. Conform Catalogue of Life specia Troglohyphantes milleri nu are subspecii cunoscute.